# Bois-d'Ennebourg
Bois-d'Ennebourg är en kommun i departementet Seine-Maritime i regionen Normandie i norra Frankrike. Kommunen ligger i kantonen Darnétal som tillhör arrondissementet Rouen. År 2022 hade Bois-d'Ennebourg 576 invånare.

## Befolkningsutveckling
Antalet invånare i kommunen Bois-d'Ennebourg
| Referens: INSEE |